# هنري إف. غريدي
هنري إف. غريدي (بالإنجليزية: Henry F. Grady)‏ هو دبلوماسي أمريكي، ولد في 12 فبراير 1882 في سان فرانسيسكو في الولايات المتحدة، وتوفي في 14 سبتمبر 1957 في المحيط الهادئ بسبب شلل القلب.

## وصلات خارجية
- هنري إف. غريدي على موقع مونزينجر (الألمانية)
- هنري إف. غريدي على موقع إن إن دي بي (الإنجليزية)